# Volleyball-Club Olympia '93 Berlin 2016-2017 (maschile)
Questa voce raccoglie le informazioni riguardanti il Volleyball-Club Olympia '93 Berlin nelle competizioni ufficiali della stagione 2016-2017.

## Organigramma societario
Area direttiva
- Presidente: Kaweh Niroomand

Area tecnica
- Allenatore: Johann Huber, Johan Verstappen
- Scout man: Maximilian Auste, Christian Knospe

Area sanitaria
- Fisioterapista: Saskia Kasten, Peter Lassek, Nora Sprung

## Rosa
| N° | Nome              | Ruolo | Data di nascita  | Nazionalità sportiva |
| -- | ----------------- | ----- | ---------------- | -------------------- |
| 1  | Andre Illmer      | L     | 20 marzo 1997    | Germania             |
| 2  | Anton Brehme      | C     | 10 agosto 1999   | Germania             |
| 3  | Stefan Thiel      | P     | 15 ottobre 1997  | Germania             |
| 4  | Yannick Goralik   | C     | 25 ottobre 1997  | Germania             |
| 5  | Moritz Rauber     | S     | 16 febbraio 1997 | Germania             |
| 6  | Johannes Tille    | P     | 7 maggio 1997    | Germania             |
| 7  | Matti Binder      | C     | 2 ottobre 1998   | Germania             |
| 8  | Paul Henning      | C     | 28 luglio 1997   | Germania             |
| 9  | Egor Bogachev     | S     | 6 aprile 1997    | Germania             |
| 10 | Johannes Mönnich  | S/O   | 10 novembre 1997 | Germania             |
| 11 | Florian Lüddemann | S/O   | 13 aprile 1997   | Germania             |
| 12 | Maximilian Auste  | S/O   | 27 gennaio 1997  | Germania             |
| 14 | Julian Meissner   | S/O   | 4 marzo 1999     | Germania             |
| 15 | Linus Weber       | S/O   | 1º novembre 1999 | Germania             |
| 16 | Julian Zenger     | L     | 26 agosto 1997   | Germania             |
| 17 | Corbin Balster    | S     | 3 marzo 1997     | Germania             |